# Konceptuální umění

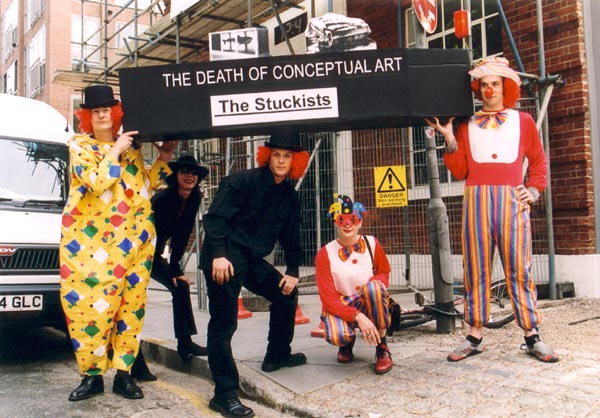
Příklad konceptuálního umění

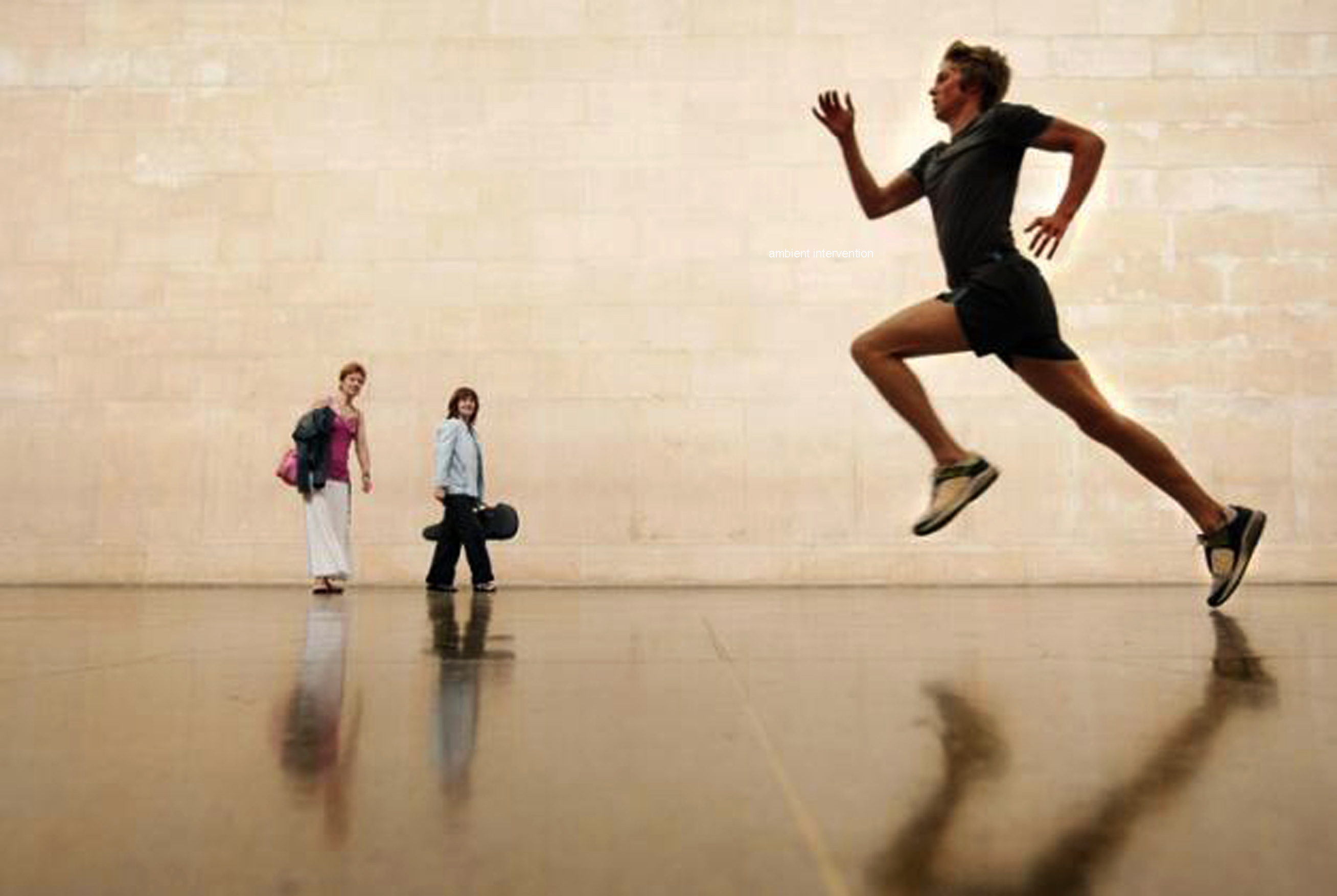
Martin Creed: Work No 850, atlet běžící v Tate Britain gallery

Konceptuální umění je spíše nežli forma umění forma nazírání na umění – idea umění a umění samotné jsou jedno a totéž. Jinými slovy – slovní definice uměleckého díla, jeho fotografická a materiální reprezentace, výsledek jsou pro konceptuálního umělce rovnocenné a tudíž stejně hodnotné. Konceptuální umění je tedy při zachování ideje či jiné formy reprezentace opakovatelné.

## Historie
S pojmem konceptuálního umění přišel Američan Joseph Kosuth (* 1945) ve svém díle Jedna a tři židle (1965). Příznivci konceptuálního umění netvoří žádné přesně vymezené uskupení, jde spíše o intelektuální orientaci, ve které se od 70. let užívají velmi rozdílné výrazové prostředky.
Mezi známé konceptuální umělce patří: Angličané Terry Atkinson (* 1930), Michael Baldwin (* 1945) a Harold Handl (* 1940); Američan Sol LeWitt (1928–2007) a Francouzi Bernar Venet (* 1946) a Benjamin Vauthier (* 1935).

## Fotografie
Fotografie dostala v konceptuálním umění některých autorů klíčovou roli. Řada autorů ji začala používat pro přesnější vyjádření svého konceptu. Za průkopníky se považují manželé Becherovi nebo Edward Ruscha. Jiní další výtvarníci kombinovali fotografii s textem.
Mezi další konceptuální umělce dvacátého prvního století se řadí například americká fotografka Annie Leibovitz nebo německý umělec Hans-Peter Feldmann. Z českých fotografů se konceptuální fotografii věnuje například Jan Vávra, Jan Ságl nebo Miloš Šejn.
- Sophie Calle (* 1953, Francie)
- Sandy Skoglund (* 1946, USA)
- Vadim Guščin (* 1963, Rusko)

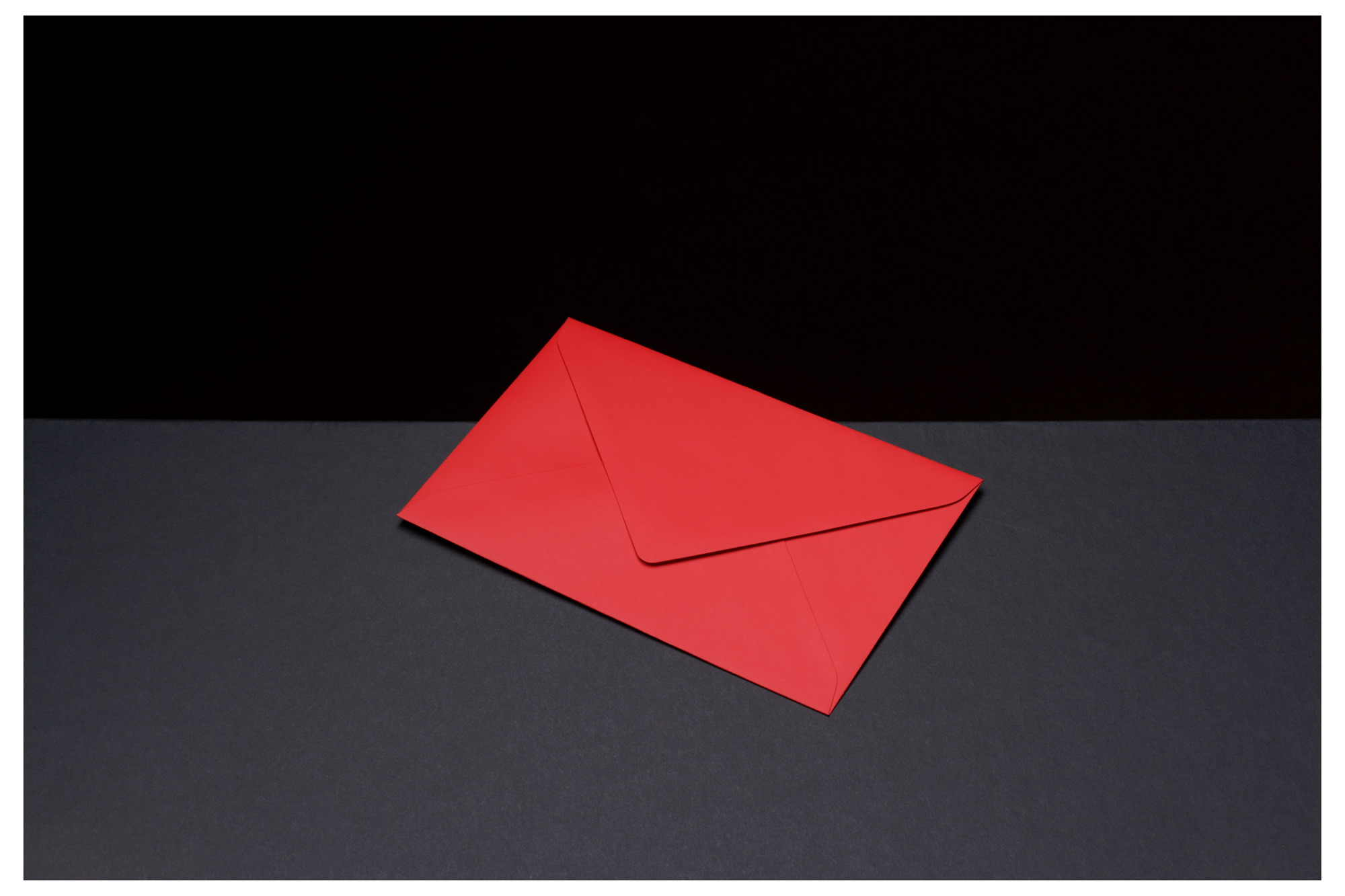
Vadim Guščin: Barevné obálky 3, 2010
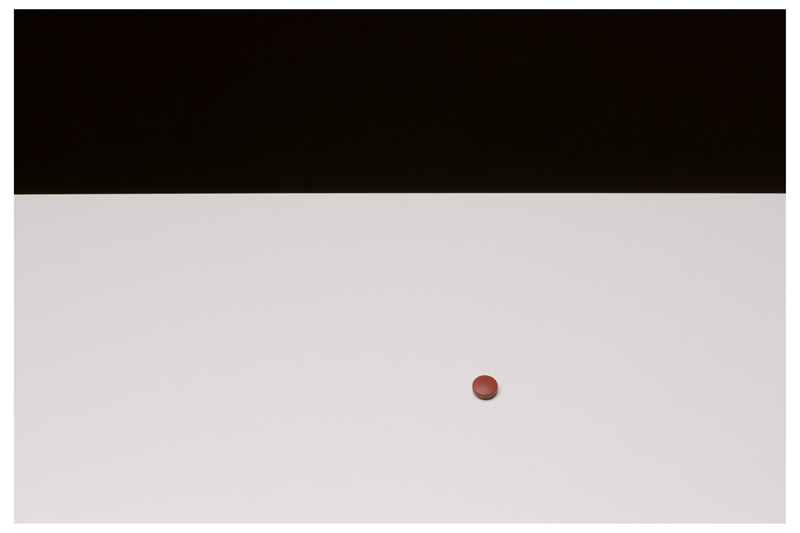
Vadim Guščin: Tabletky 3, 2011

## Světoví konceptuální umělci
- Art & Language
- Marina Abramović
- Billy Apple
- Michael Asher
- John Baldessari
- Artur Barrio
- Robert Barry
- Lothar Baumgarten
- Joseph Beuys
- Mel Bochner
- Allan Bridge
- Marcel Broodthaers
- Victor Burgin
- Chris Burden
- Daniel Buren
- John Cage
- Mark Divo
- Marcel Duchamp
- Olafur Eliasson
- Henry Flynt
- Andrea Fraser
- Kendell Geers
- Thierry Geoffroy
- Gilbert and George
- Allan Graham
- Dan Graham
- Hans Haacke
- Iris Häussler
- Oliver Herring
- Jenny Holzer
- Zhang Huan
- Douglas Huebler
- Ray Johnson
- Ronald Jones
- Ilja Kabakov
- On Kawara
- Jonathon Keats
- Mary Kelly
- Yves Klein
- Jeff Koons
- Joseph Kosuth
- John Latham
- Matthieu Laurette
- Sol LeWitt
- Mark Lombardi
- Piero Manzoni
- Danny Matthys
- Allan McCollum
- Cildo Meireles
- Bruce Nauman
- Yoko Ono
- Dennis Oppenheim
- Adrian Piper
- William Pope.L
- Dmitri Prigov
- Martha Roslerová
- Allen Ruppersberg
- Hiroši Sugimoto
- Stelarc
- Michal Šneberg
- Wolf Vostell
- Lawrence Weiner
- Gillian Wearing
- Christopher Williams

## Čeští konceptuální umělci
- Vladimír Boudník
- Milan Knížák
- Jan Mlčoch
- Čestmír Suška
- Miloš Šejn
- Petr Štembera
- Jan Wojnar